# Dąbrowy Janikowskie
Dąbrowy Janikowskie (kod PLH020089) – specjalny obszar ochrony siedlisk sieci Natura 2000, zlokalizowany na terenie województwa dolnośląskiego.
Obszar obejmuje powierzchnię 251,50  ha
Teren składający się z trzech powiązanych ze sobą enklaw wyznaczony został w celu długotrwałego zabezpieczenia naturalnych siedlisk życia  zagrożonego wymarciem jelonka rogacza (Lucanus cervus ).

## Sidliska pod ochroną
- kwaśne dąbrowy (Quercion robori-petraeae)[1]